# Hófehérke-barlang (Bulgária)
A Hófehérke-barlang, vagy Sznezsanka-barlang (bolgárul: Снежанка-пещера) Bulgáriában található, a Rodope-hegységben, Pestera város területén (a pestera szó barlangot jelent bolgárul). A turisták előtt nyitott, villanyvilágítással, járdákkal ellátott barlang egészen rövid, a hossza mindössze 145 méter. A Hófehérke-barlangban szép álló- és függőcseppkövek, cseppkőzászlók fogadják az érdeklődőket. Ezek különböző fantázianeveket kaptak, pl. delfin, szabadságszobor, törpék, papagájok. Mésztufagátakat is lehet itt tanulmányozni. A barlang több kisebb teremből áll: Tőgy-terem, Nagy-terem, Zene-terem. A Varázslat-teremben van az a fehér mésztufaképződmény, amely a felfedezőket Hófehérkére emlékeztette, és erről kapta aztán a barlang a nevét.
A barlangot többször is felfedezte az ember. A régészek a korai vaskor időszakából származó tűzhelyek maradványait találták meg a barlang középső termeiben. Használati eszközöket és csontokat ástak ki a barlangi üledékből. A trákok vélhetően a vidéken dúló csatározások idején használták alkalmanként menedék gyanánt ezt a helyet. A Hófehérke-barlangot 1961-ben találták meg újra, ekkor a felfedező turisták – a legenda szerint – reggel 9 órakor mentek be és csak alkonyatkor jöttek ki a rövidke barlangból, annyira lenyűgözte őket a hely formakincse, hogy képtelenek voltak otthagyni azt. A barlangban a levegő hőmérséklete 9 Celsius-fok. 

## Fordítás
- Ez a szócikk részben vagy egészben  a   Snezhanka (cave) című angol Wikipédia-szócikk fordításán alapul.  Az eredeti cikk szerkesztőit annak laptörténete sorolja fel. Ez a jelzés csupán a megfogalmazás eredetét és a szerzői jogokat jelzi, nem szolgál a cikkben szereplő információk forrásmegjelöléseként.
- Ez a szócikk részben vagy egészben  a(z)   Снежанка (пещера) című bolgár Wikipédia-szócikk fordításán alapul.  Az eredeti cikk szerkesztőit annak laptörténete sorolja fel. Ez a jelzés csupán a megfogalmazás eredetét és a szerzői jogokat jelzi, nem szolgál a cikkben szereplő információk forrásmegjelöléseként.